# Ramoche-Tempel
| Tibetische Bezeichnung                    |
| ----------------------------------------- |
| Tibetische Schrift: ར་མོ་ཆེ་དགོན་པ་          |
| Wylie-Transliteration: ra mo che          |
| Offizielle Transkription der VRCh: Ramoqê |
| THDL-Transkription: Ramoché               |
| Andere Schreibweisen: Ramochey            |
| Chinesische Bezeichnung                   |
| Traditionell: 小昭寺                      |
| Vereinfacht: 小昭寺                       |
| Pinyin:Xiǎozhāo Sì                        |

Der Ramoche-Tempel (tibetisch) ist einer der wichtigsten Tempel des tibetischen Buddhismus. Er befindet sich in der Altstadt von Lhasa, der Hauptstadt des Autonomen Gebietes Tibet der Volksrepublik China.

## Entstehungsgeschichte

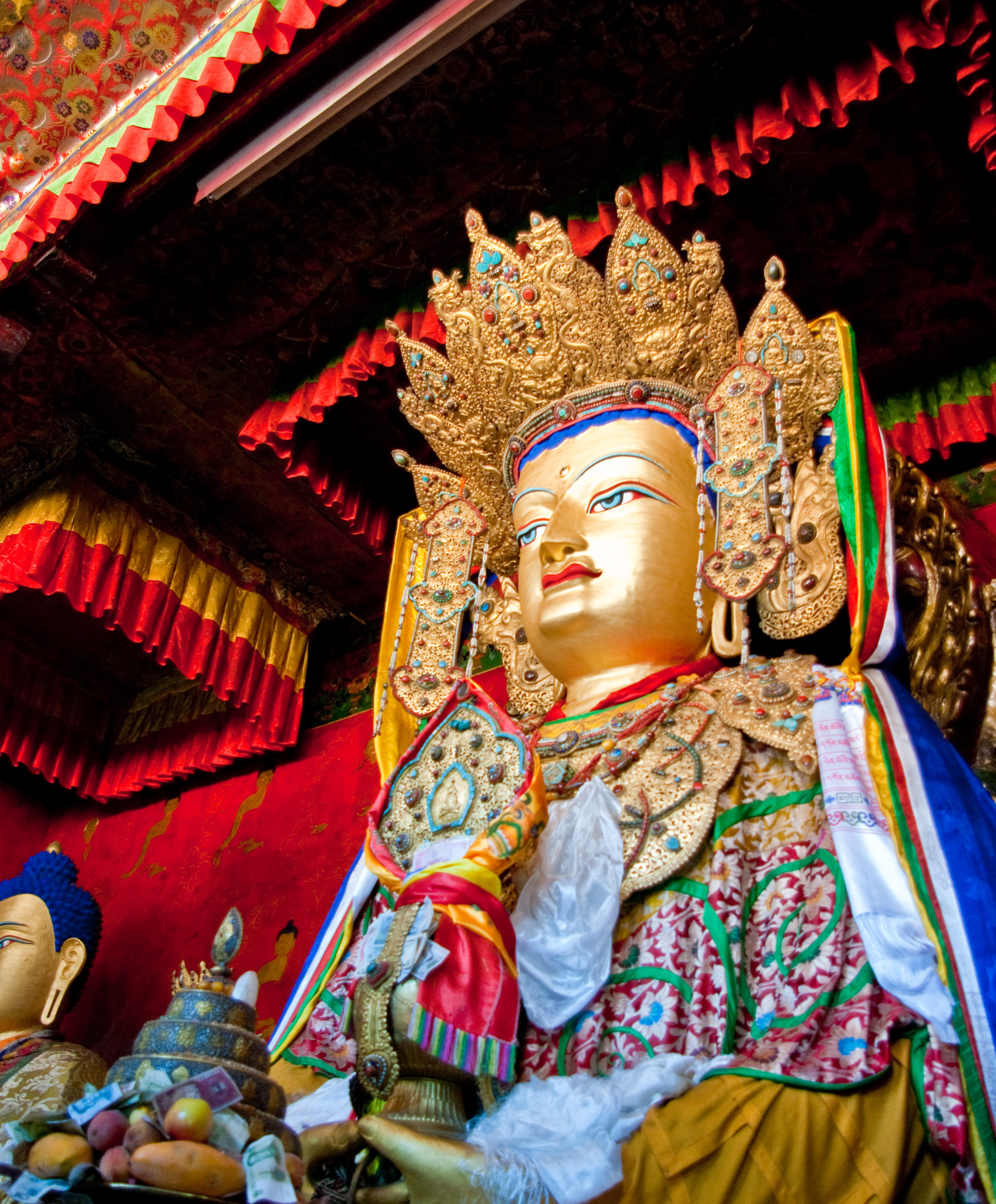
Jowo Mikyö Dorje Ramoche-Tempel

Der Ramoche-Tempel wurde im achten Jahrhundert für die Shakyamuni-Statue Jowo Mikyö Dorje (tib.: jo bo mi bskyod rdo rje) errichtet, die König Songtsen Gampos chinesische Braut Wen Cheng im 7. Jahrhundert n. Chr. nach Tibet brachte. Diese Statue stellt Shakyamuni im Alter von acht Jahren dar und wurde nach dem Tod von Songtsen Gampo das Hauptheiligtum des Jokhang-Tempels; im Ramoche-Tempel wurde die Akshobhya-Bronzestatue Jowo Yishin Norbu (tib.: jo bo yid bzhin nor bu) aufgestellt, die Songtsen Gambos nepalesische Braut Bhrikuti nach Tibet gebracht haben soll und die sich ursprünglich im Jokhang-Tempel befand. Nach einem Bericht des 5. Dalai Lama soll der Ramoche-Tempel noch vor dem Jokhang-Tempel errichtet worden sein. Das bis heute erhaltene Bauwerk stammt allerdings wahrscheinlich aus dem 17. Jahrhundert.

## Geschichte des Tempels ab dem 9. Jahrhundert n. Chr.

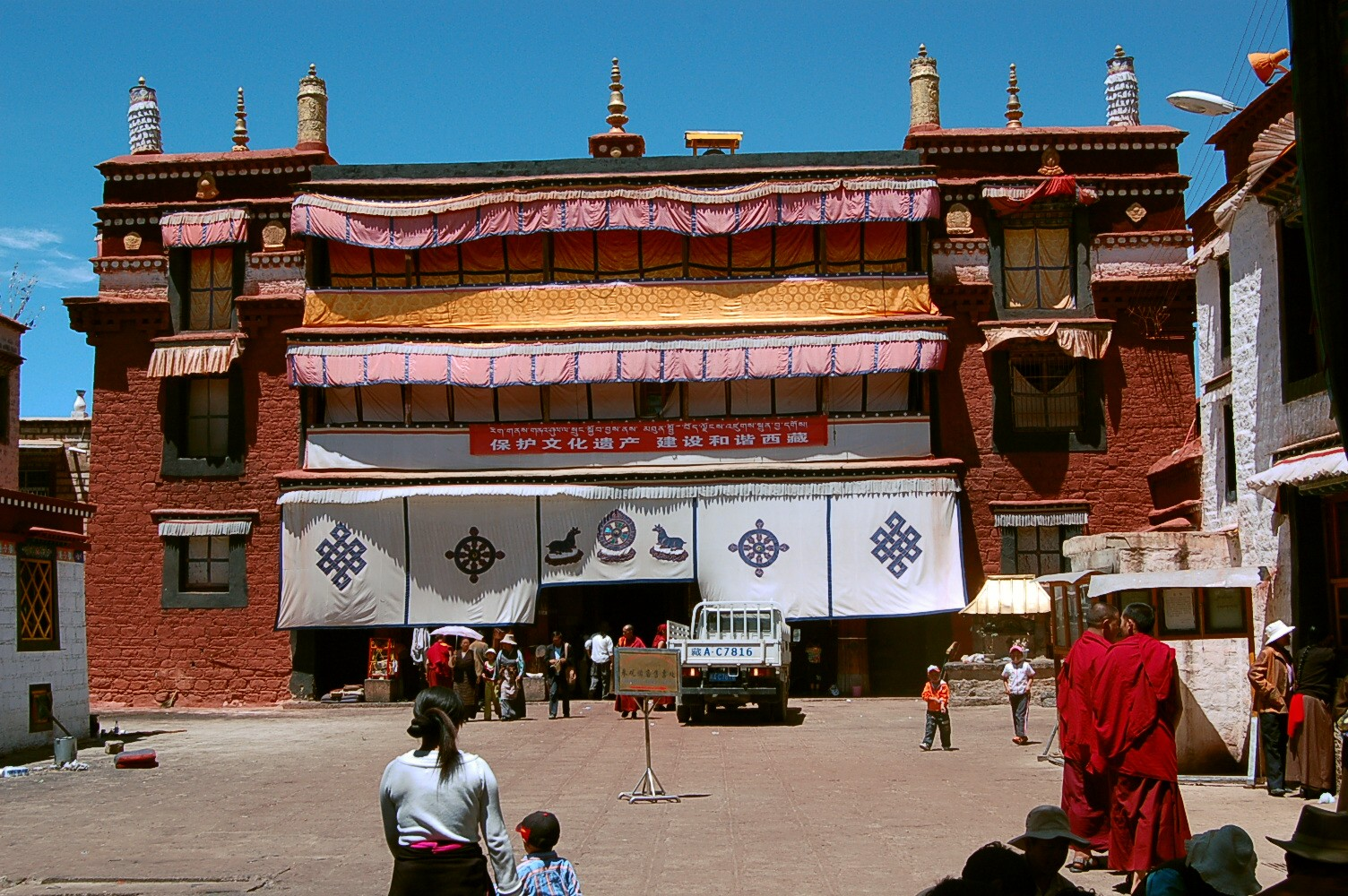
Der Ramoche-Tempel

Mit dem Niedergang des Buddhismus im 9. Jahrhundert verfiel auch der Ramoche-Tempel. Im Jahr 1474 wurde er als „Obere Tantrische Fakultät“ eingeweiht. Der Tempel und die berühmte Buddha-Statue wurden während der chinesischen Kulturrevolution schwer beschädigt. In der großen Tempelhalle befand sich bis Februar 1985 nur noch ein riesiges Porträt von Mao Tsetung. Die Mönchsquartiere waren in Wohnungen für Familien umgewandelt worden. Nach dem Sturz der „Viererbande“ fanden Lamas den unteren Teil der Statue zufällig in einer Schrott-Sammelstelle, und Ende 1982 fanden Regierungsbeamte des Autonomen Gebietes Tibet im Palastmuseum (der Verbotenen Stadt) in Peking den oberen Teil der Statue, der dorthin nach dem Ende der Kulturrevolution verbracht worden war. Die Statue wurde unter Aufsicht des 10. Panchen Lama wieder zusammengesetzt bzw. rekonstruiert und 1985 wieder eingeweiht.

## Bedeutung des Namens
Eine Erklärung besagt, dass der tibetische Name 'Ra-mo-che' „große Ziege“ bedeutet. Dies stützt sich auf eine Legende, nach der eine Ziege geholfen habe, einen See aufzufüllen und trockenzulegen, der sich ursprünglich an der Stelle des heutigen Tempels befunden haben soll.
Tatsächlich ist bei der Erklärung der Wortbedeutung zu berücksichtigen, dass die alte Bezeichnung von Lhasa (tib.: Ra-sa) „umzäunter Ziegenplatz“ war und 'Ramoche' deshalb nichts weiter als eine große Ziegenweide bezeichnet haben dürfte.
Der chinesische Name des Ramoche-Tempels, 'Xiǎozhāo Sì' 小昭寺, stellt eine enge Verbindung mit dem Jokhang-Tempel, chinesisch 'Dàzhāo Sì' 大昭寺, her. Das Wort 'zhāo' 昭 ist hier eine lautliche Übernahme des Tibetischen 'Jowo' (tib.: jo bo; „Herr“) und ist eine Bezeichnung des Tathagata; die beiden Tempel heißen also im Chinesischen Kleiner- bzw. Großer Tathagata-Tempel.

## Heutiges Inventar des Tempels
In der Versammlungshalle befinden sich 27 Löwenstatuen. In einer Vitrine sind Statuen von Tsongkhapa und seinen wichtigsten Schülern aufgestellt. An der linken Wand befinden sich Statuen der drei Medizingottheiten Guhyasamaja, Chakrasamvara und Bhairab. Im Obergeschoss gibt es eine Kapelle, in der Buddha als Naga-König dargestellt ist, umgeben von 16 Weisen; in einer weiteren Kapelle befinden sich Darstellungen der acht Medizinbuddhas und eine Ausgabe des Kanjur (tib.: bka' 'gyur), des 1. Teils des tibetischen Kanons, der Schriften mit den Worten Buddhas enthält.
Der Ramoche-Tempel steht seit 2001 auf der Liste der Denkmäler der Volksrepublik China (5-411).